# 5. јул
5. јул (5.7.) је 186. дан године по грегоријанском календару (187. у преступној години). До краја године има још 179 дана.

## Догађаји
- 1413 — Битка код села Чаморлу: Мехмед I, уз помоћ помоћних одреда из Србије, Босне и Угарске, потукао свог брата Мусу и наметнуо се за јединог владара читавог Османског царства чиме је завршен рат око престола међу синовима Бајазита I.
- 1596 — Енглески поморци опустошили су шпанску обалу и опљачкали Кадиз, поморску луку која је открићем Америке добила прворазредан значај.
- 1809 — Вођена битка код Ваграма у оквиру Наполеонових ратова.
- 1811 — Венецуела је постала прва јужноамеричка држава која је прогласила независност од Шпаније.
- 1830 — У походу на Алжир Французи су заузели град Алжир. Алжир је остао под француском управом до 1962, када је та северноафричка земља стекла независност.
- 1865 — Вилијам Бут основао је у Лондону „Хришћанску мисију“ која је касније добила назив „Војска спаса“ и бавила се углавном хуманитарним радом. Била је врло активна у периоду после Другог светског рата.
- 1865 — У Великој Британији је донет први у свету закон о ограничењу брзине - две миље на сат.
- 1875 — Нападом чете хајдучког харамбаше Пера Тунгуза на турски караван на Ћетној пољани, на путу Мостар—Невесиње почела је Невесињска пушка устанак против османске власти у Херцеговини.
- 1932 — Антонио де Оливеира Салазар је постао премијер Португалије.
- 1943 — Немачком офанзивом из правца Орела и Харкова на совјетске положаје почела је Курска битка.
- 1946 — Луј Реар, у Паризу представио бикини.
- 1951 — Основан Веслачки клуб Партизан
- 1959 — Председник Индонезије Сукарно распустио је парламент, суспендовао Устав из 1950. и завео диктаторски режим.
- 1975 —
  - Амерички тенисер Артур Еш постао је први црнац победник турнира у Вимблдону.
  - Зеленортска острва су добила независност након 500 година португалске власти.
- 1977 — У Пакистану је извршен војни удар којим је генерал Мохамад Зија ул Хак збацио с власти премијера Зулфикара Али Бута.
- 1980 — Шведски тенисер Бјерн Борг победио је пети пут узастопно на турниру у Вимблдону.
- 1990 — Скупштина СР Србије усвојила "Закон о престанку рада Скупштине Социјалистичке Аутономне Покрајине Косово и Извршног већа Скупштине Социјалистичке Аутономне Покрајине Косово" (Службени гласник СРС, бр. 33/90).
- 1994 — Палестински вођа Јасер Арафат, који је допутовао на Западну обалу након 27 година избеглиштва, најавио је стварање државе Палестине на територији под палестинском самоуправом, са главним градом у источном Јерусалиму.
- 1996 — Овца Доли је постала први сисар клониран из одрасле ћелије.
- 2001 —
  - Македонске власти и албански побуњеници постигли су договор о примирју. Мировни споразум којим су окончани вишемесечни сукоби у Македонији, потисан је 13. августа у Охриду.
  - Хенелоре Кол, супруга бившег немачког канцелара Хелмута Кола извршила је самоубиство. Она је дуго година боловала од ретке болести која је изазвала алергију на светло.

## Рођења
- 1717 — Педро III од Португалије, краљ Португалије (1777—1786). (прем. 1786)[1]
- 1857 — Клара Цеткин, немачка социјалистичка политичарка и борац за женска права. (прем. 1933)[2]
- 1879 — Двајт Дејвис, амерички тенисер и политичар, оснивач Дејвис купа. (прем. 1945)[3]
- 1880 — Јан Кубелик, чешки виолиниста и композитор. (прем. 1940)
- 1885 — Андре Лот, француски сликар, представник кубизма. (прем. 1962)[4]
- 1889 — Жан Кокто, француски песник, писац, драматург, сликар, дизајнер и редитељ. (прем. 1963)[5]
- 1891 — Тин Ујевић, хрватски песник. (прем. 1955)[6]
- 1911 — Жорж Помпиду, француски политичар, председник Француске (1969—1974). (прем. 1974)[7]
- 1928 — Стеван Раичковић, српски песник, писац и преводилац. (прем. 1992)[8]
- 1929 — Јован Рашковић, српски психијатар и политичар, оснивач СДС-а у Хрватској. (прем. 1992)[9]
- 1939 — Павел Морозенко, совјетски и руски глумац. (прем. 1991)[10]
- 1946 — Герард 'т Хофт, холандски теоријски физичар, добитник Нобелове награде за физику (1999).[11]
- 1948 — Алојз Петерле, словеначки политичар и дипломата, премијер Словеније (1990—1992).[12]
- 1949 — Ед О’Рос, амерички глумац.[13]
- 1953 — Никола Матијашевић, српски одбојкаш и одбојкашки тренер.
- 1960 — Пруит Тејлор Винс, амерички глумац.[14]
- 1961 — Златко Сарачевић, хрватски рукометаш и рукометни тренер. (прем. 2021)[15]
- 1963 — Иди Фалко, америчка глумица.[16]
- 1964 — Миодраг Стојковић, српски генетичар.
- 1966 — Ђанфранко Цола, италијански фудбалер и фудбалски тренер.[17]
- 1968 — Мајкл Сталбарг, амерички глумац.[18]
- 1968 — Алекс Циле, швајцарски бициклиста.[19]
- 1969 — РЗА, амерички хип-хоп музичар, музички продуцент и глумац.[20]
- 1973 — Исидора Минић, српска глумица.[21]
- 1975 — Ернан Креспо, аргентински фудбалер и фудбалски тренер.[22][23][24]
- 1975 — Ај Сугијама, јапанска тенисерка.[25]
- 1976 — Нуно Гомеш, португалски фудбалер.[26]
- 1977 — Никола Кифер, немачки тенисер.[27]
- 1979 — Амели Моресмо, француска тенисерка.[28]
- 1982 — Алберто Ђилардино, италијански фудбалер и фудбалски тренер.[29]
- 1982 — Бено Удрих, словеначки кошаркаш.[30]
- 1987 — Андрија Калуђеровић, српски фудбалер.[31]
- 1989 — Дејан Ловрен, хрватски фудбалер.[32]
- 1992 — Алберто Морено, шпански фудбалер.[33]
- 1992 — Мирна Радуловић, српска певачица.[34]
- 1996 — Овца Доли, први клонирани сисар. (прем. 2003)
- 2005 — Сомбр, амерички певач

## Смрти
- 1793 — Александер Рослин, шведски сликар (рођ. 1718).
- 1833 — Жозеф Ниепс, француски хемичар (рођ. 1765)[35]
- 1889 — Јаков Игњатовић, зачетник реализма у српској књижевности (рођ. 1822).[36]
- 1958 — српски патријарх Викентије Проданов (рођ. 1890).
- 1969 — Валтер Гропијус, немачки архитекта, оснивач Баухауса (рођ. 1883).[37]
- 2017 — Миливоје Мића Марковић, српски композитор, кларинетиста и саксофониста (рођ. 1939).

## Празници и дани сећања
- Српска православна црква слави:
  - Свештеномученика Јевсевија - епископа самосатског
  - Свете мученике Зинона и Зину
  - Преподобну Анастасију - жену светог Симеона мироточивог и мајку Светог Саве